# Universal Studios
Universal Studios, Inc. (nekada pod imenom Universal Pictures ili Universal City Studios), jedan od je od šest velikih američkih filmskih studija, dio grupe NBC Universal, s više od 100 ureda i setova diljem Universal City Plaza Drivea u Universal Cityju u Kaliforniji. Universalov kompleks nalazi se u Los Angelesu. Distribucija, uprava i administrativni uredi su smješteni u New Yorku. Universal je drugi najveći i najstariji studio u Hollywoodu (Viacom'ov Paramount Pictures, Universalov partner, tj. United International Pictures - koji distribuira Paramount i Universal globalno - je najstariji).

## Povijest
Utemeljitelj Universala je njemački imigrant židovskog podrijetla Carl Laemmle (1867. – 1939.), koji je po dolasku u SAD osnovao prodavaonicu odjećom u naselju Oshkosh, Wisconsin te uskoro započeo kupovati kinodvorane. Otvorio je The White Front Theatar, a u suradnji s Robertom Cochraneom otvorio je i drugu kinodvoranu. Godine 1912. osnovao je The Universal Film Manufacturing Company kojoj je stao na čelo, a za potpredsjednika je postavljen njegov suradnik Cochrane.
Godine 1914. Laemmle i Cochrane otvorili su Universal City, što im je omogućilo povećanje filmske proizvodnje, pa su već iduće godine ostvarili ukupnu proizvodnju od 250 Universalovih filmova. U tom periodu, za studio su bile angažirane filmske zvijezde i slavni redatelji poput Rudolpha Valentina i Ericha von Stroheima.
Studio je 1922. godine preimenovan u Universal Pictures Corporation i tijekom 20-ih i 30-ih godina fokusirao se na kratke, niskobudžetne filmove, westerne i melodrame. Ipak, i u tom razdoblju ostvarena su dva klasika nijemog filma: Zvonar crkve Notre-Dame (1923.) i Fantom iz opere (1925.).
Kada je 1929. menadžerske poslove u produkciji preuzeo Carl Laemmle, jr. (1908. – 1979.), kompanija je srezala viškove potrošnje i preusmjerila se na snimanje sofisticiranijih i dugometražnih filmova. Godine 1936. kompaniju je kupila tvrtka Standard Capital za 4.1 milijun USD i preimenovala je u New Universal, čime je završena era Laemmleovih.
Za vrijeme Drugog svjetskog rata, studio je uglavnom snimao filmove o čudovištima, niskobudžetne westerne, filmske nastavke i "pustinjske drame". Godine 1946. studio se ujedinio s International Picturesom, a 1952. kompaniju je kupila Decca Records.
Godine 1962. MCA je kupila Decca Records, čime je stekla i vlasništvo nad Universalom. MCA je renovirala studijska postrojenja i ponovno uvela turističke ture. U tom periodu značajna su dva filmska ostvarenja: Hitchcockove Ptice (1962.) i Ubiti pticu rugalicu (1962.) s Gregoryjem Peckom u glavnoj ulozi.
Studio je ostvario uspješno poslovanje u razdoblju 70-ih i 80-ih kada je snimioo niz uspješnih blockbustera poput Bljedolikog jahača, Ralja (1975.), Smoky i Bandita (1977.), Blues Brothersa (1980.), E.T., Povratak u budućnost (1985.) i Povratak u budućnost 2 (1989.).
Japanska korporacija Matsushita Electrical Industrial Company kupila je Universal u studenom 1990. godine. U tom periodu studio je iznjedrio filmove kao što su Jurski park i Schindlerova lista. Zbog neusklađenih poslovnih stavova među upravama Matsushita Electrical Industrial Company i MCA, japanska je tvrtka 1995. godine prodala 80% svog udjela u MCA-i trvtki Seagram Company Ltd. za 5.7 milijardi USD.